# Рубі (фільм)
«Рубі» — американський художній фільм режисера Джона Маккензі.

## Опис
Джек Рубінштейн або просто Рубі, — власник збиткового стрип-клубу «Карусель» і невеликий член мафіозного клану. Несподівано на нього, як сніг на голову, звалюється красуня Кенді: визначивши її в клуб танцівницею, зачарований Рубі береться влаштувати їй кар'єру в кримінальному середовищі — від подружки боса до «поштового голуба» між мафіозі і президентом Кеннеді.
Одного разу Рубі, отримує завдання вбити одного з кримінальних авторитетів, але інтуїція Джека підказує, що замовлення — «підстава»: тепер він пішак у грі за владу між спецслужбами та мафією, де йому належить неодмінно бути «з'їденим». Рубі впевнений, що встигне відкрутитися, ще не підозрює, що йому належить стати однією з найфатальніших фігур в історії Америки…
Слоган фільму: «The incredible story of the man who shot Lee Harvey Oswald»

## Актори
- Денні Айєлло
- Девід Духовни
- Шерілін Фенн
- Тобін Белл
- Джозеф Кортезе
- Річард Сараф'ян
- Леонард Термо
- Арлісс Говард
- Карміне Каріді
- Марк Лоуренс
- Віллі Гарсон